# Ciklindependens kináz
A ciklindependens kinázok (avagy Cdk-k) a sejtciklus szabályozásában szerepet játszó fehérje foszforiláló (kináz) funkciójú enzimek. A ciklinnel való kötődés során aktiválódnak, ciklin–ciklindependens kináz komplexet alkotva ezzel. A komplexek eltérő szerkezetűek és összetételűek a sejtciklus más-más fázisában. A sejtciklus során a ciklindependens kinázok mennyisége változatlan, de a ciklinek szintézisének és degradációjának függvényében, aktivitásuk jelentősen változik.

## Jelentős Cdk-k
- MPF: Mitózis Promoting Factor. Cdk1 és B-ciklin komplexe. A mitózis előkészítésében játszik szerepet a sejtciklus G2 szakaszában.
- Cdk2-E-ciklin: A sejtciklus G1 fázisának beindításáért felelős
- Cdk2-A-ciklin: A sejtciklusban a pre-Replikációs-komplex aktivációjában játszik szerepet, nélküle nem következhetne be a DNS megkettőződése
- Cdk4/6-D-ciklin: A sejtciklus beindításáért felelős, D-ciklin nélkül nem indulna el az interfázisos sejt átalakulása osztódó sejtté.

## Ciklin és Cdk-k szerepe a sejtciklusban
| Fázis | Ciklin | Cdk              |
| ----- | ------ | ---------------- |
| G1    | D, E   | CDK4, CDK2, CDK6 |
| S     | A, E   | CDK2             |
| G2    | A      | CDK2             |
| M     | B      | CDK1             |

## Története
Leland H. Hartwell, Timothy Hunt és Paul Nurse 2001-ben fiziológiai és orvostudományi Nobel-díjat kaptak a ciklin és ciklindependens kinázok területén tett felfedezéseikért.